# Quentalia macerina
Quentalia macerina är en fjärilsart som beskrevs av William Schaus 1929. Quentalia macerina ingår i släktet Quentalia och familjen silkesspinnare. Inga underarter finns listade.